# 阿列谢尼乡
阿列谢尼乡（Comuna Arieșeni），是罗马尼亚阿尔巴县的一个乡，位于该县西北部。该乡总面积63.10平方公里，总人口1743人（2011）。该乡辖有18个村。